# Ambrosio Padilla
Ambrosio Bibby Padilla (Lingayen, 7 dicembre 1910 – Quezon City, 7 agosto 1996) è stato un cestista, dirigente sportivo e politico filippino.

## Carriera
Da giocatore ha militato nella squadra dell'Ateneo de Manila e dell'Università delle Filippine. Con le Filippine ha disputato da capitano le Olimpiadi del 1936, classificandosi al 5º posto. Ha inoltre vinto la medaglia d'oro agli IX Giochi dell'Estremo Oriente, bissando il successo anche nell'edizione successiva.
Ritiratosi dall'attività agonistica, ha conseguito Laurea in giurisprudenza ed è stato eletto al Senato delle Filippine, rimanendo in carica fino al 1972, anno in cui Ferdinand Marcos impose la dittatura.
Padilla è stato presidente del Comitato Olimpico Filippino dal 1972 al 1976, nonché vicepresidente della FIBA, primo presidente della Philippine Basketball Association e presidente emerito dell'Asian Basketball Confederation.